# Marsättertjärnen
Marsättertjärnen är en sjö i Sunne kommun i Värmland och ingår i Göta älvs huvudavrinningsområde. Sjön har en area på 0,0876 kvadratkilometer och ligger 240,1 meter över havet. Sjön avvattnas av vattendraget Vitsandsälven (Vadälven).

## Delavrinningsområde
Marsättertjärnen ingår i det delavrinningsområde (662151-134176) som SMHI kallar för Inloppet i Rinnen. Medelhöjden är 223 meter över havet och ytan är 39,59 kvadratkilometer. Det finns inga avrinningsområden uppströms utan avrinningsområdet är högsta punkten. Vitsandsälven (Vadälven) som avvattnar avrinningsområdet har biflödesordning 4, vilket innebär att vattnet flödar genom totalt 4 vattendrag innan det når havet efter 319 kilometer. Avrinningsområdet består mestadels av skog (83 procent). Avrinningsområdet har 1,59 kvadratkilometer vattenytor vilket ger det en sjöprocent på 4 procent.